# 5117 Mokotoyama
5117 Mokotoyama è un asteroide della fascia principale. Scoperto nel 1988, presenta un'orbita caratterizzata da un semiasse maggiore pari a 3,0575088 UA e da un'eccentricità di 0,0740144, inclinata di 9,78678° rispetto all'eclittica.